# USS Enterprise (CV-6)
 For alternative betydninger, se USS Enterprise. (Se også artikler, som begynder med USS Enterprise)
USS Enterprise (CV-6) med kælenavnet Big E var den amerikanske flådes 6. hangarskib og det 7. skib, der hed USS Enterprise. Skibet blev færdigbygget i 1936 og var et af de tre amerikanske hangarskibe bygget før 2. verdenskrig, der overlevede krigen. Under Stillehavskrigen deltog det i stort set alle store slag som  Slaget om Midway, Slaget om Guadalcanal, Slaget øst for Salomonøerne og Slaget om Leyte Gulf. Skibet var det højest dekorerede amerikanske krigskib under 2. verdenskrig og betragtes som måske det største skib i amerikansk militær historie. 

## Galleri
- USS Enterprise (CV-6) løber af stablen ved Newport News Shipbuilding and Dry Dock Co. den 3. oktober 1936
- På vej mod Pearl Harbor i oktober 1939
- U.S. Navy Torpedo Squadron Six afventer start den 4. juni 1942 omkring kl. 7.30 ved indledningen til Slaget om Midway
- USS Enterprise rammes af en japansk bombe på dækket under Slaget øst for Salomonøerne
- Et fly falder af dækket fra et krængende USS Enterprise, der er blevet ramt af den japansk bombe den 26. oktober 1942
- En brændende F6F Hellcat er nødlandet på dækket og har ramt skibets bevæbning den 10. november 1943
- Brandslukning på dækket den 14. maj 1945 efter japansk kamikazeangreb
- USS Enterprise på vej gennem Panamakanalen den 10. oktober 1945 på vej mod New York for at fejre Navy Day efter krigsafslutningen
- USS Enterprise lagt op til skrotning ved New York Naval Shipyard den 22. juni 1958

## Eksterne links
- Wikimedia Commons har flere filer relateret til USS Enterprise (CV-6)

23°45′N 155°35′V / 23.75°N 155.58°V